# Невадо-Трес-Крусес
Нева́до-Трес-Кру́сес (ісп. Nevado Tres Cruces) — гора в Андах на межі Центральних і Чилійсько-аргентинських Анд. Гора має дві головні вершини Трас-Крусес-Сур висотою 6749 м і Трас-Крусес-Сентраль, 6629 м. Остання вершина позначає державний кордон між Чилі та Аргентиною. За іменем гори названий національний парк Невадо-Трес-Крусес в Чилі.